# 聖安布羅斯大學
聖安布羅斯大學（英語：St. Ambrose University）是一所位於美國愛荷華州達文波特 (愛荷華州)的天主教私立大學。這間大學成立於1882年。

## 歷史

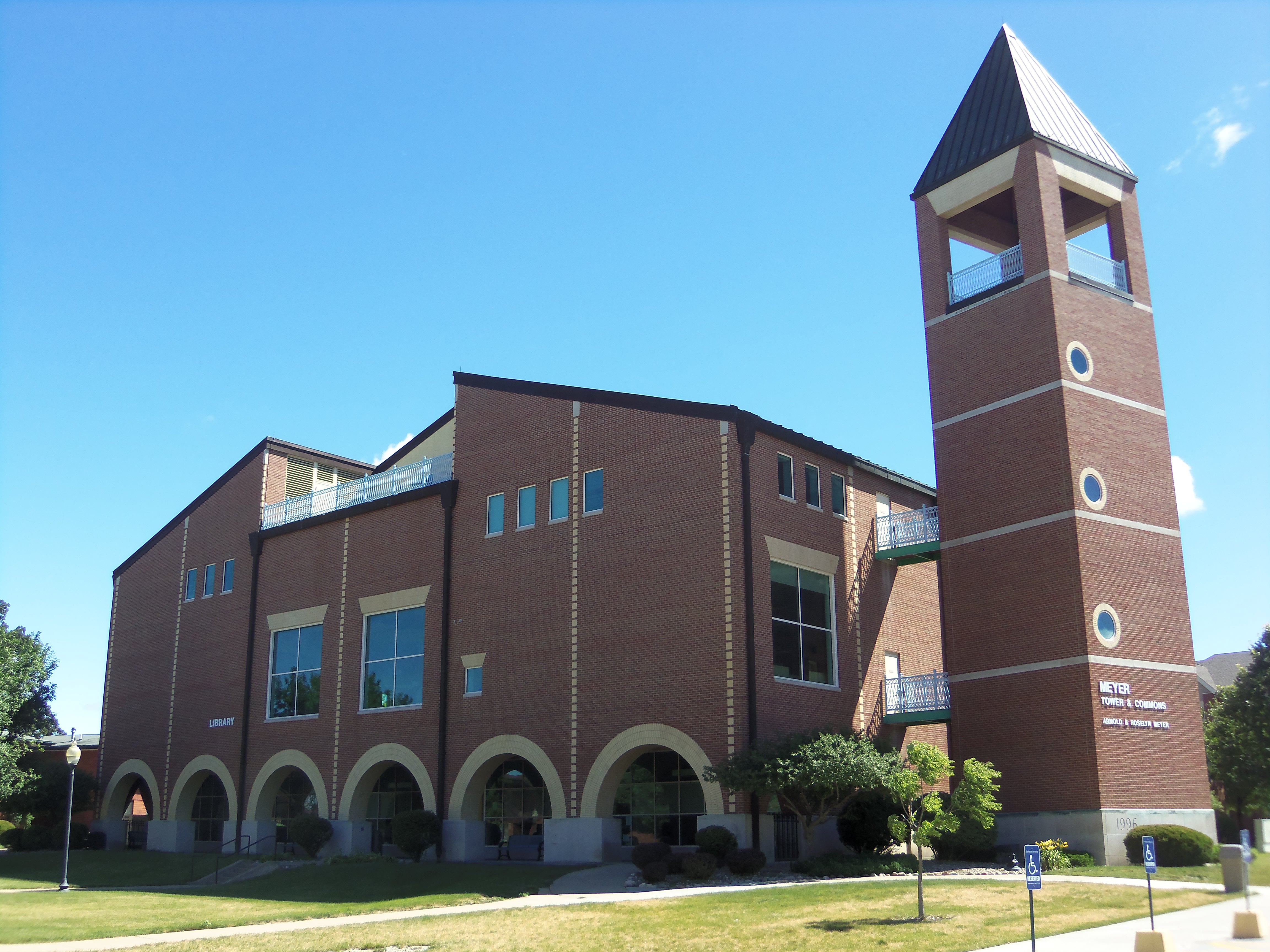
聖安布羅斯大學的圖書館

聖安布羅斯大學在1882年成立時是一所專門研究神學與提供青年研讀商學的機構，當時叫做聖安布羅斯學院。學院能在天主教達文波特教區的賛助下成立，完全歸功於當時教區的第一位主教約翰麥克慕倫。

## 學術
- 2025年美國新聞與世界報導將聖安布羅斯大學排在美國國家級大學第315名[3]。

## 校園

### 聖安布羅斯大學慈悲山學院校區
2025年6月27日，聖安布羅斯大學與同樣是天主教的慈悲山學院兩間合併為一間，合併後的慈悲山學院更名為聖安布羅斯大學慈悲山學院校區(the Mount Mercy Campus of St. Ambrose University）。

## 資料來源
1. ↑  20所美國大學電子競技項目學院
2. ↑  2025 TPR Education IP Holdings, LLC.
3. ↑  U.S.News St. Ambrose University Rankings
4. ↑  Losing faith: Rural religious colleges are among the most endangered
5. ↑  Mount Mercy and St. Ambrose Reach Milestone in Strategic Combination
6. ↑  Forbes In Iowa, St. Ambrose University And Mount Mercy University Will Combine

## 外部連結
- 聖安布羅斯大學官方網站